# Tablillas de Glozel

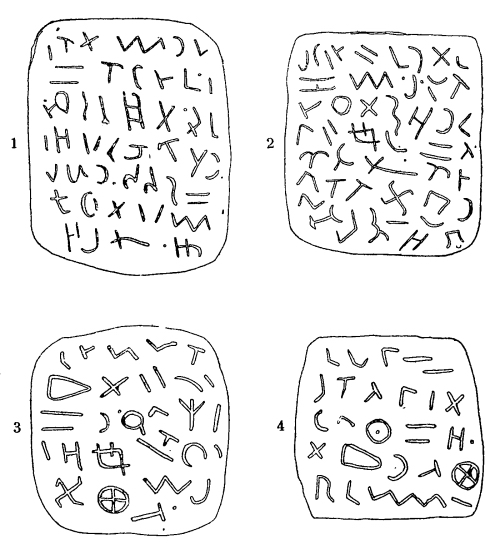
Símbolos inscritos en algunas de las tablillas.

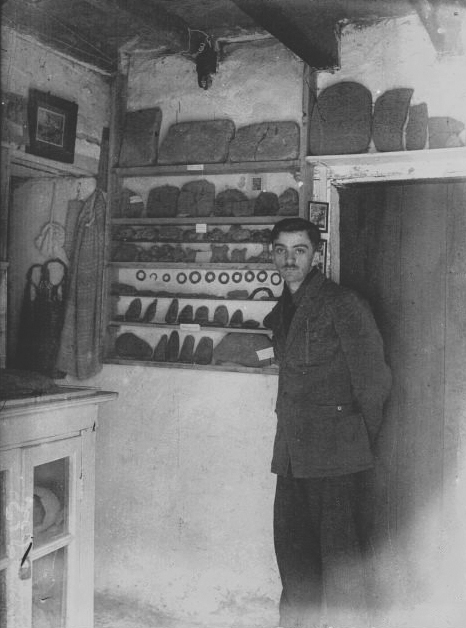
Émile Fradin delante de algunas de las tablillas.

Las tablillas de Glozel son uno de los misterios que han levantado controversia, debate y escepticismo en el mundo científico y arqueológico desde su aparición en la primera mitad del siglo XX. Fueron descubiertas por Emile Fradin (1907-2010) el 1 de marzo de 1924 en cercanías de la localidad de Glozel, en el departamento francés de Allier.

## La historia y polémica del hallazgo
El hallazgo de las célebres tablillas fue fortuito y casual en el momento de su excavación. Tiempo después, un médico de Vichy, Antonin Morlet, que ocupaba sus ratos libres en cultivar la arqueología, investiga el descubrimiento y publica una investigación acerca del hallazgo que aún es propiedad de su descubridor.
A partir de esa publicación, se inicia una larga disputa polémica acerca de la veracidad y contenido del descubrimiento, que involucra argumentos no muy científicos, entre los cuales Morlet defiende su postulado en el cual data el periodo histórico de entre 5000-6000 a. C. Pero entre sus opositores está Louis Capitan, quién quería compartir el descubrimiento con Morlet aunque este se negó por temor a que lo desecharía y plagiaría la publicación de la investigación. Posteriormente se le unieron otros opositores que contribuyeron con la disputa.
A partir de las publicaciones de los descubrimientos, estos se tornaron muy contradictorios y aparecieron grupos que defendían y detractaban la autenticidad del descubrimiento y la comunidad científica consideró que los descubrimientos eran un fraude. El descubrimiento fue informado al Departamento de Inspección arqueológica del gobierno francés y se inició una larga pugna judicial en contra de Emile Fradin, a quien se le acusó de estafa y falsificación de los hallazgos pero Fradin, debido a su condición de campesino demostró su inocencia argumentando su desconocimiento por la prehistoria.
Aun así, Morlet siguió con las excavaciones hasta 1941, cuando se aprobó una ley que prohibía excavar el suelo francés sin autorización oficial a cualquier tipo de posible descubrimiento. Se reiniciaron las excavaciones en 1983, a demanda del  Conseil supérieur de la recherche archéologique. De acuerdo con los resultados de la investigación, no había falsificación. El 16 de junio de 1990, Émile Fradin fue condecorado con la Orden de las Palmas Académicas, a propuesta de Jacques Thierry, inspector general de Educación nacional y presidente del Centre international d'étude et de recherche sur Glozel.
Los símbolos de la tablillas muestran algunas semejanzas con el alfabeto fenicio, pero no han sido descifrados de manera concluyente. Entre los numerosos intentos de descifrado, algunos los han identificado como euskera, caldeo, hebreo, íbero, latín o bereber, entre otros.